# リー・センウィー
リー・センウィー（李成偉、1930年4月4日 - 2015年8月7日）は、シンガポールの実業家。シンガポールで第三番目の規模の銀行といわれるオーバーシー・チャイニーズ銀行の元会長。
華人経済圏に見られる華僑富豪の典型的な人物であり、フォーブスの発表による世界長者番付の2006年度版においては、一族とともに世界で第90番目の長者に選ばれている。
トロント大学とウェスタンオンタリオ大学に学び、修士号を取得している。3人の子供と6人の孫がいる。